# Kinematografia bośniacka
Kinematografia bośniacka – ogół produkcji i dystrybucji filmowej na terenie Bośni i Hercegowiny, rozumianej tu: do 1918 – jako terytorium należące do Austro-Węgier; w latach 1918–1929 – jako terytorium wchodzące w skład Królestwa Serbów, Chorwatów i Słoweńców; w latach 1929–1941 – jako część Królestwa Jugosławii; w latach 1941–1945 – jako terytorium Niepodległego Państwa Chorwackiego; w latach 1945–1992 – jako Socjalistyczna Republika Bośni i Hercegowiny w obrębie Socjalistycznej Federacyjnej Republiki Jugosławii; od 1992 – jako niepodległe państwo.
Do II wojny światowej kinematografia bośniacka nie miała możliwości się rozwinąć, znajdując się na marginesie bałkańskiego przemysłu filmowego. Dopiero w 1947 w ramach jugosłowiańskiego przemysłu filmowego utworzona została sarajewska wytwórnia Bosna Film, jednak większość filmów w obrębie Socjalistycznej Republiki Bośni i Hercegowiny realizowali reżyserzy niebośniaccy. Jednym z nielicznych bośniackich autorów, którzy zdobyli uznanie jeszcze przed rozpadem Jugosławii, był Bato Čengić; niekiedy w obrębie kinematografii bośniackiej umieszcza się twórczość duetu Emir Kusturica – Abdulah Sidran. Po ogłoszeniu niepodległości przez Bośnię i Hercegowinę oraz późniejszej wojnie na jej terenie nowe pokolenie filmowców dokonywało rozrachunku zarówno z traumatycznymi doświadczeniami wojennymi, jak i z paraliżem struktur państwa bośniackiego. Uznanie za granicą zdobywali między innymi Dino Mustafić, Danis Tanović oraz Jasmila Žbanić.

## Początki kina na ziemiach bośniackich (1897–1992)
Pierwszy pokaz kinematografu na terenie Bośni odbył się 27 lipca 1897 w Sarajewie, a w grudniu 1907 w tymże mieście otwarto pierwsze kino. Niedługo później tego typu obiekty powstały też w Mostarze, Tuzli i innych miastach na terenie obecnej Bośni i Hercegowiny. Pierwszy film na terytorium tego państwa nakręcił prawdopodobnie Franz Josef Oeser (Neue Sarajevoer Aufnahmen, 1898). Kinematografia bośniacka u swego zarania opierała się przede wszystkim na kronikach dokumentalnych. Przed I wojną światową swoje pierwsze dokumenty kręcił Antun Valić, właściciel pierwszego kina w Sarajewie. 28 czerwca 1914 przypadkiem zarejestrował na swojej kamerze zabójstwo arcyksięcia Ferdynanda i jego żony w Sarajewie, które zapowiedziało gwałtowny wybuch wielkiego konfliktu zbrojnego. Rozwój kinematografii na Bałkanach został zahamowany na skutek działań wojennych, a po 1918 w obrębie Królestwa SHS produkcja filmowa (składająca się przeważnie z kronik) skupiła się w Belgradzie, Zagrzebiu i Lublanie, wskutek czego bośniacka kinematografia nie miała możliwości się rozwinąć; jedynie Mostar był często wykorzystywanym plenerem dla dokumentalistów oraz reżyserów z Jugosławii. W 1935 na terenie Bośni zrealizowany został niemiecko-austriacki film Pobratimi Johana Hüblera-Kahli, który wykorzystywał tamtejsze plenery na potrzeby melodramatycznej fabuły. Ów stan rzeczy utrzymał się także w międzywojennej Jugosławii oraz w trakcie II wojny światowej. Na terenie Bośni i Hercegowiny działał wówczas tylko fotograf Nikola Drakulić, który nakręcił kilka filmów, m.in. Ljubav u Sarajevu (1937; tytuł alternatywny – Vjetar ružu poljuljkuje). Dopiero w 1947 utworzona została sarajewska wytwórnia Bosna Film, podporządkowana Komitetowi do Spraw Kinematografii Rządu Socjalistycznej Republiki Jugosławii. Osiem lat później w Mostarze i innych plenerach bośniackich Austriak Helmut Käutner nakręcił koprodukcję austriacko-jugosłowiańską pod tytułem Ostatni most (1953), jednak jej zbiorowym bohaterem nie byli Bośniacy, lecz serbscy partyzanci walczący podczas II wojny światowej.
Działalność Bosna Filmu w obrębie kinematografii Jugosławii była nieautonomiczna, jako że w latach 1951–1968 jedynie jedna trzecia spośród 33 filmów wyprodukowanych na terenie Bośni została wyreżyserowana przez Bośniaków. Pierwszy bośniacki film fabularny, Major Bauk (1951), nakręcił serbski reżyser Nikola Popović. Inny liczący się film Bosna Filmu, Drzwi stoją otworem (1959), wyreżyserował emigrant z Czechosłowacji, František Čáp. Stąd też odrębność bośniackiej kinematografii od innych republik jugosłowiańskich można łatwo zakwestionować. Nebojša Jovanović wskazuje tylko jednego istotnego artystę bośniackiego, który pracował w kraju urodzenia: Bata Čengicia. Čengić pracował z belgradzkimi twórcami utożsamianymi z czarną falą kina jugosłowiańskiego, realizując takie dzieła, jak Nevinost bez zaštite (1967) oraz Rani radovi (1969). Ten ostatni film wzbudził w Jugosławii kontrowersje ze względu na prowokacyjną scenę jedzenia tortu w kształcie głowy Józefa Stalina. Kolejne filmy Čengicia również miały problemy z cenzurą, a dopiero jego późny film Čovjek sa satom (1981) zdobył uznanie na Festiwalu Filmów Dokumentalnych i Krótkometrażowych w Belgradzie. Główna produkcja filmowa w Bosna Filmie była jednak skupiona na filmach batalistycznych: Šolai (1955) Vojislava Nanovicia, Bitwie nad Neretwą (1969) Veljka Bulajicia tudzież Piątej ofensywie (1971) Stipe Delicia o bitwie nad Sutjeską .
W poczet kinematografii bośniackiej jest zaliczana również wczesna twórczość Emira Kusturicy, w szczególności filmy Czy pamiętasz Dolly Bell? (1981), Ojciec w podróży służbowej (1985, Złota Palma w Cannes) oraz Czas Cyganów (1988) według scenariuszy sarajewskiego muzułmanina Abdulaha Sidrana. Każdy z filmów duetu Kusturica – Sidran dotyczył innej epoki; Czy pamiętasz Dolly Bell dotykała początków kultury młodzieżowej w latach 60., podczas gdy Ojciec w podróży służbowej poświęcony był represjom politycznym w latach 40. XX wieku, widzianym przez pryzmat chłopca, którego ojciec został zesłany do obozu pracy za niepochlebną opinię na temat Josipa Broza Tity. Czas Cyganów natomiast  portretował życie współczesnej romskiej społeczności na przykładzie młodzieńca z darem telekinezy, który pragnąc uleczyć swoją chorą siostrę, pada ofiarą intrygi zastawionej przez szefa lokalnego półświatka przestępczego. Trylogia Kusturicy i Sidrana, utrzymana w slapstickowej, surrealistycznej poetyce, zdobywała uznanie za granicą – także dzięki osadzonej w lokalnym folklorze muzyce Gorana Bregovicia.

## Po ogłoszeniu niepodległości (od 1992)

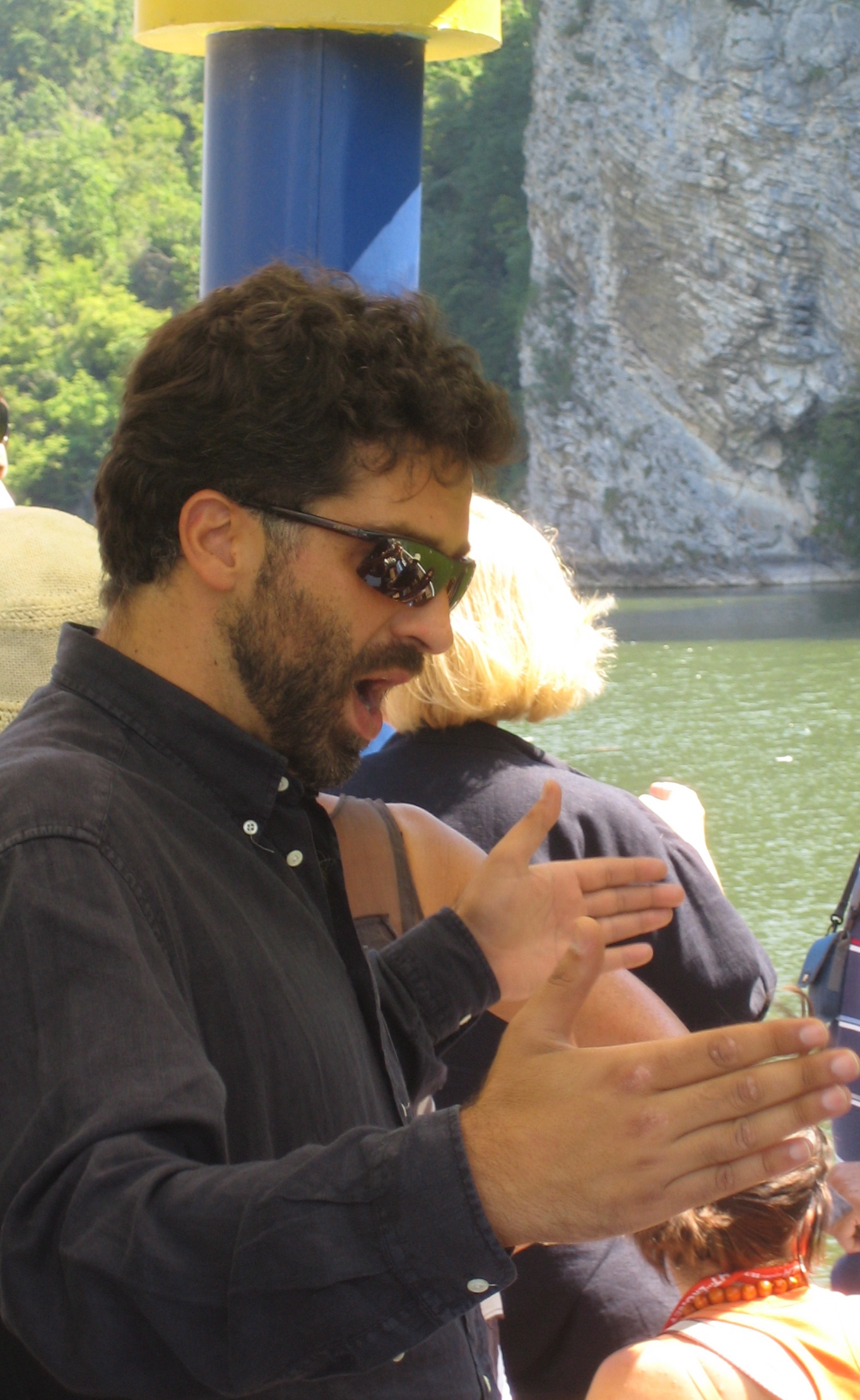
Danis Tanović, jeden z czołowych twórców kinematografii bośniackiej

Gdy Bośnia i Hercegowina ogłosiła niepodległość w 1992, nastąpił gwałtowny wybuch wojny, która przyśpieszyła postępujący od 1991 rozpad Jugosławii. Gdy konflikt ów zaczął wygasać, uwagę międzynarodowej opinii publicznej zwróciły filmy poświęcone tragicznej w skutkach wojnie. Bośniacka publiczność zdecydowanie odrzuciła jedną z pierwszych prób syntetycznej analizy konfliktu, Underground (1995) Kusturicy, ze względu na faworyzowanie punktu widzenia Serbów oraz uprawomocnianie dyktatury Slobodana Miloševicia. Perspektywę bliższą tworzącej się bośniackiej tożsamości na gruncie dokumentu zaproponował Dino Mustafić (Cud w Bośni, 1995; Made in Sarajevo, 1998), a na gruncie filmu fabularnego – Ademir Kenović oraz Danis Tanović. Kenović jest autorem pierwszego bośniackiego filmu powojennego, Zamkniętego kręgu (1997), poświęconego poecie próbującemu przetrwać w oblężonym przez Serbów Sarajewie. Głośnym echem odbiła się jednak przede wszystkim Ziemia niczyja (2001) Tanovicia. Nagrodzona Oscarem dla filmu nieanglojęzycznego tragikomedia ukazywała losy trzech żołnierzy – Serba i dwóch Bośniaków – którzy zbiegiem okoliczności znajdują się na polu minowym. Tanović piętnował w Ziemi niczyjej zarówno uprzedzenia narodowe, jak i nieudolność sił międzynarodowych, które docierają na miejsce możliwej eksplozji. Skutki traumatycznych wydarzeń wojny w Bośni Tanović ukazywał również w kolejnych swoich dziełach, na przykład Cyrku Columbia (2010), Senadzie (2012) oraz Śmierci w Sarajewie (2016); ten ostatni film zapewnił mu Srebrnego Niedźwiedzia na Berlinale . Z kolei Pjer Žalica w filmie Zapalnik (2003) poddawał krytyce paraliż państwa ustanowionego po zakończeniu wojny, zdanego na łaskę zachodnich demokracji. Lato w Złotej Dolinie (2008) Srđana Vuleticia ukazywało natomiast powszechną korupcję wewnątrz bośniackiej policji, stanowiącej większe zagrożenie dla obywateli aniżeli zorganizowana przestępczość. Jasmila Žbanić w swym dziele Grbavica (2006, Złoty Niedźwiedź na Berlinale) portretowała losy matki zgwałconej niegdyś przez serbskiego żołnierza, która wychowuje córkę zrodzoną w wyniku gwałtu. Niekompetencja władz w pomocy ofiarom wojny zauważalna jest w Dzieciach Sarajewa (2012) Aidy Begić, gdzie dziewczyna samotnie wychowująca swojego młodszego brata zmaga się z upokorzeniami ze strony opieki społecznej. Najdalej w krytyce rządu bośniackiego poszedł Benjamin Filipović, w filmie Dobro štimani mrtvaci (2005) przedstawiając karykaturalny wizerunek narcystycznej ministry, która dogadza sobie podczas oglądania powtórek ze swoich własnych przemówień. Swój głos w sprawie wojny w Bośni zabrał również brytyjski filmowiec Michael Winterbottom w koprodukcji Aleja snajperów (1997) o brytyjskim dziennikarzu, który w oblężonym Sarajewie stara się dopomóc bośniackiej sierocie w opuszczeniu zniszczonego miasta.
Na terenie Bośni i Hercegowiny od 1995 organizowany jest Festiwal Filmowy w Sarajewie, który już w pierwszej edycji zgromadziło około 15 tysięcy widzów, między innymi Léosa Caraxa i Alfonsa Cuaróna. Do 2012 publiczność Festiwalu Filmowego w Sarajewie rozrosła się do 100 tysięcy widzów, co czyniło ową imprezę najważniejszym filmowym wydarzeniem kulturalnym w Europie Południowo-Wschodniej. Hojnie organizację festiwalu wspierała Angelina Jolie, która w 2011 została uhonorowana statuetką Honorowego Serca Sarajewa .